# Salvins nachtzwaluw
De Salvins nachtzwaluw (Antrostomus salvini; synoniem: Caprimulgus salvini) is een vogel uit de familie Caprimulgidae (nachtzwaluwen). De vogel is genoemd naar de Engelse zoöloog Osbert Salvin.

## Verspreiding en leefgebied
Deze soort is endemisch in oostelijk Mexico.